# Huonekalu- ja Rakennustyötehdas
Huonekalutehdas Korhonen Oy, anciennement appelé O.Y. Huonekalu- ja Rakennustyötehdas A.B est un ancien producteur de meubles situé à Littoinen, Kaarina, Finlande. L'entreprise était autrefois connue pour fabriquer les meubles conçus par Alvar Aalto.
L'entreprise a été créée en 1910 lorsqu'Otto Korhonen (1884-1935) et trois autres menuisiers, David Kinnunen, Johan Otto Suonperä, Fredrik Lundqvist ont acheté la Puuseppien Osuuskunta (« Coopérative de menuisiers ») basée à Kaarina, alors Grand-Duché de Finlande (Empire russe). Au début, l'entreprise livrait des matériaux à d'autres fabricants de meubles, dont Nikolaï Boman à Turku.   
En 1912, l'espace de vente appartenant à l'entreprise a été transféré à Turku. La même année, la société est enregistrée sous le nom de Huonekalu- ja Rakennustyötehdas. Son catalogue comprend des portes, des fenêtres et des meubles et autres produits d'ébénisterie, fabriqués dans ses installations situées Uudenmaankatu 7 ;  l'entreprise est aussi active dans le commerce du bois ; elle agira aussi comme sous-traitant pour les forces de défense finlandaises, fabriquant des manches d'outils et équipant des sous-marins et des navires blindés sur le chantier Crichton-Vulcan (dont le Ilmarinen (en), lancé en  juillet 1931).  

Otto Korhonen devient directeur général de l'entreprise en 1913. 

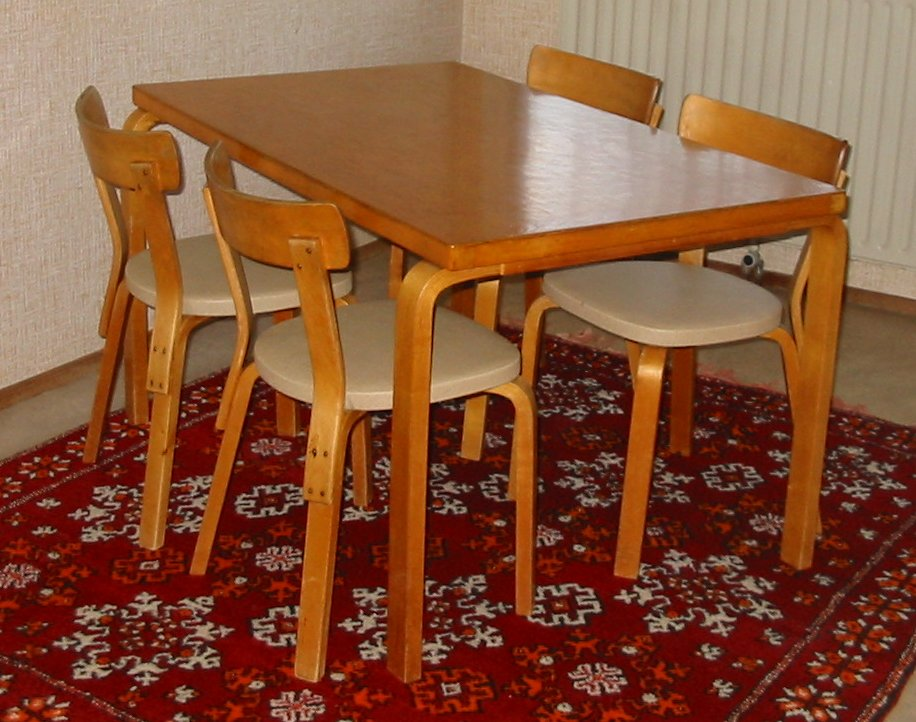
Table et chaises conçues par les Aalto.

À la fin des années 1920, Otto Korhonen s'associe à l'architecte Alvar Aalto (1898-1976) qui s'est alors récemment lancé dans deux grands projets : le bâtiment de la coopérative agricole du sud-ouest de Turku et le sanatorium de Paimio. Le sanatorium est le projet de collaboration le plus important entre Korhonen et Aalto. Aalto conçoit le bâtiment, et avec Korhonen conçoit une gamme de fauteuils et de tables pour le personnel et les patients de l'établissement. Huonekalu- ja Rakennustyötehdas aussi pour le projet a fabriqué les meubles et autres éléments intérieurs.
Le projet du Sanatorium Paimio est représentatif de l'introduction des modèles de meubles empilables d'Aalto, qui ont ensuite eu une influence significatives sur des designers tels et Charles et Ray Eames aux États-Unis; ou d'autres producteurs de mobilier design comme Jack Pritchard au Royaume-Uni, réuni avec Marcel Breuer au sein d' la Isokon Furniture Company.
En 1929, les meubles d'Aalto (fabriqués par la société Korhonen) sont présentés lors d'une exposition marquant le 700e anniversaire de la fondation de Turku.
Dans les années 1930, Huonekalu- ja Rakennustyötehdas développe une méthode spéciale de pliage du contreplaqué que Aalto utilisera largement : par exemple sa « Y-leg », introduite en 1947, et sa « X-leg » qui a suivi en 1954. Les pièces en bois courbé (bois lamellé et contreplaqué moulé) sont devenues des éléments distinctifs dans de nombreux modèles de meubles Aalto, tels que le « Model 60 stacking stool » et le « Tea Trolley Model 98 ». 
Dans les premières années, les exportations de meubles Aalto sont assurées par Huonekalu- ja Rakennustyötehdas, mais en 1935, après la mort de Korhonen, les droits de vente exclusifs des meubles Aalto sont transférés Artek, fondée pour s'occuper de la commercialisation et de l'exportation des meubles de Aalto, tandis que Huonekalu- ja Rakennustyötehdas est resté leur fabricant exclusif. 
Dans la période d'après-guerre, l'entreprise reçoit plusieurs commandes importantes ; et construit une nouvelle usine à Littoinen, en Finlande, en 1964. En 1966, l'entreprise est rebaptisée Huonekalutehdas Korhonen Oy . Au cours des décennies suivantes, le catalogue de l'entreprise s'est largement basé sur les classiques du design d'Aalto, mais elle a aussi produit le mobilier d'autre designers comme Kari (fi) du designer finlandais Kari Asikainen (fi) pour PO Korhonen Oy (fi), une branche familiale fondée dans les années 1950 par Pekka Korhonen, précédemment directeur technique de Huonekalutehdas Korhonen Oy.
La production de meubles de Korhonen a été vendue en 2014 à Artek, devenue une filiale de Vitra en 2013 ;  elle se poursuit à Littoinen sous le nouveau nom.